# Księżycowa Stacja Orbitalna
Ten artykuł dotyczy przyszłego wydarzenia. Informacje w nim zawarte mogą się zmienić wraz z pojawieniem się nowych faktów, a początkowe doniesienia mogą być niepewne. Ostatnie aktualizacje tego artykułu mogą nie odzwierciedlać najbardziej aktualnych informacji.

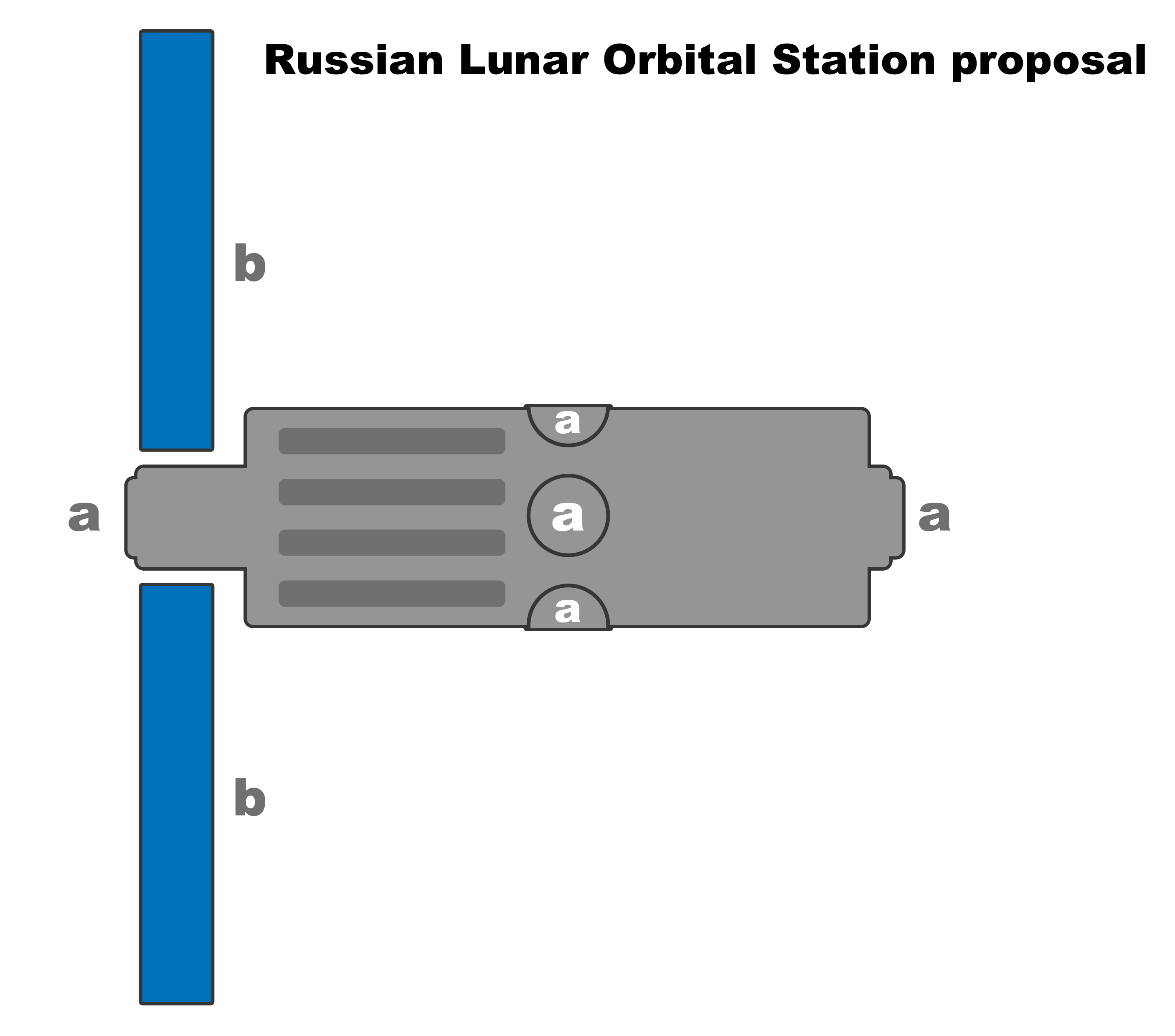
Proponowany projekt KSO. Na schemacie porty dokujące oznaczono jako a, panele słoneczne jako b.

Księżycowa Stacja Orbitalna (ros. Лунная орбитальная станция, trb. Łunnaja orbitalnaja stacija) – planowana rosyjska stacja kosmiczna na orbicie okołoksiężycowej.

## Informacje ogólne
Projekt uruchomienia stacji orbitującej wokół Księżyca został ogłoszony przez Rosjan na konferencji w Centrum Wyszkolenia Kosmonautów im. J. Gagarina w Gwiezdnym Miasteczku w listopadzie 2007 roku. Ma być elementem dwuczęściowego kompleksu, którego drugi segment umieszczony będzie na powierzchni Księżyca. Projekt miałby zostać uruchomiony do roku 2030.

## Budowa i eksploatacja
Stacja ma się składać z modułu podstawowego przypominającego pokrojem stację Ałmaz. Wyposażona będzie w anteny komunikacyjne, silniki korekcyjne, panele słoneczne i robotyczne ramię przypominające systemy ESA przygotowane dla rosyjskiego segmentu ISS. Wyposażona będzie w sześć portów dokujących.
Wyniesiona zostanie z kosmodromu Wostocznyj za pomocą nowej generacji supersilnych rakiet Angara